# Leiomela aristifolia
Leiomela aristifolia là một loài rêu trong họ Bartramiaceae. Loài này được A. Jaeger Wijk & Margad. mô tả khoa học đầu tiên năm 1959.